# Бела Места
Бела Места е река в Южна България, област Благоевград, община Якоруда, дясна съставяща на река Места. Дължината ѝ е 19,7 km.
Река Бела Места води началото си под името Ропалица от Ропалишките езера на 2690 m н.в. в Източна Рила. По цялото си протежение Бела Места протича в дълбока, тясна и скалиста долина, като малко преди устието си долината ѝ се разширява и образува речни тераси. До устието на река Грънчарица отдясно река Ропалица тече на юг, след което рязко завива на изток. След устието на левия си приток Казанишка река (Дженемдере) вече под името Бела Места завива на юг-югоизток. На 1,8 km югозападно от село Черна Места, на 941 m н.в. река Бела Места се слива с идващата отляво река Черна Места и двете заедно дават началото на същинската река Места.
Площта на водосборния басейн на реката е 82,6 km2, което представлява 2,4% от водосборния басейн на река Места.
Основните притоци: → ляв приток, ← десен приток
- ← Грънчарица
- → Янчова река
- → Казанишка река (Дженемдере)
- ← Шишково дере
- ← Баненска река

Среден годишен отток при местността Меча дупка е 1,73 m3/s. Поради голямото различие в надморската височина през която протича реката тя има два ясно изразени максимума и минимума. Във високопланинската част максималният отток е през май, а минималният през февруари, а в нископланинската – съответно април и септември. Средният наклон на течението е много голям 64,7 m/km. Средна надморска височина на водосборния басейн 1595 m.
По течението на Бела Места няма населени места.
Водите от горното течение на Бела Места чрез канал се прехвърлят на изток в язовир „Белмекен“ и се използват за електродобив и напояване. В долното течение на реката е изградена малката ВЕЦ „Якоруда“.

## Топографска карта
- Лист от карта K-34-72. Мащаб: 1 : 100 000.